# Castianeira brunellii
Castianeira brunellii là một loài nhện trong họ Corinnidae.
Loài này thuộc chi Castianeira. Castianeira brunellii được Lodovico di Caporiacco miêu tả năm 1940.